# MercedesCup 2017
MercedesCup 2017 — тенісний турнір, що проходив на трав'яних кортах у місті Штутгарт, Німеччина з 12 червня. Належав до категорії ATP World Tour 250.

## Фінальна частина

### Одиночний розряд
Люка Пуй —  Фелісіано Лопес 4–6, 7–6(7–5), 6–4

### Парний розряд
Джеймі Маррей /  Бруно Соарес —  Олівер Марах /  Мате Павич 6–7(4–7), 7–5, [10–5]